# Clasificación de UEFA para la Copa Mundial de Fútbol
La Clasificación UEFA para la Copa Mundial de Fútbol es un torneo internacional de selecciones masculinas nacionales de fútbol en Europa, organizado por la Unión de Asociaciones Europeas de Fútbol (UEFA). Se lleva a cabo para determinar aquellas selecciones que participarán al principal torneo internacional oficial de fútbol masculino entre selecciones nacionales en el mundo, la Copa Mundial de Fútbol. 
Actualmente, participan cincuenta y cinco equipos que disputan por dieciséis cupos.

## Selecciones nacionales asociadas
La siguiente lista se organiza por última calificación obtenida y mejor posición final en la última Copa mundial de fútbol.
| País                 | Estadio                                                     | Ciudad                        | Primera participación | Primera clasificación | Última clasificación |
| Francia              | Stade de France Parc des Princes Stade de Toulouse          | Saint-Denis París Toulouse    | 1930                  | 1930                  | 2022                 |
| Croacia              | Maksimir Stadion Gradski vrt                                | Zagreb Osijek                 | 1998                  | 1998                  | 2022                 |
| Países Bajos         | Johan Cruyff Arena De Kuip Philips Stadion                  | Ámsterdam Róterdam Eindhoven  | 1934                  | 1934                  | 2022                 |
| Inglaterra           | Estadio de Wembley                                          | Londres                       | 1950                  | 1950                  | 2022                 |
| Portugal             | Estadio da Luz Algarve Municipal de Aveiro Estadio do Bessa | Lisboa Faro Aveiro Oporto     | 1934                  | 1966                  | 2022                 |
| Suiza                | Sin sede fija                                               | Sin sede fija                 | 1934                  | 1934                  | 2022                 |
| España               | Sin sede fija                                               | Sin sede fija                 | 1934                  | 1934                  | 2022                 |
| Polonia              | Estadio Nacional                                            | Varsovia                      | 1934                  | 1938                  | 2022                 |
| Alemania             | Allianz Arena Red Bull Arena                                | Múnich Leipzig                | 1934                  | 1934                  | 2022                 |
| Bélgica              | Rey Balduino Maurice Dufrasne                               | Bruselas Lieja                | 1930                  | 1930                  | 2022                 |
| Dinamarca            | Parken Stadion                                              | Copenhague                    | 1934                  | 1986                  | 2022                 |
| Serbia               | Estrella Roja                                               | Belgrado                      | 1930 Y 1998 SM 2010   | 1930 Y 1998 SM 2010   | 2022                 |
| Gales                | Millennium Cardiff City                                     | Cardiff                       | 1950                  | 1958                  | 2022                 |
| Suecia               | Friends Arena                                               | Solna                         | 1934                  | 1934                  | 2018                 |
| Rusia                | Olímpico Luzhnikí Lokomotiv Krestovski                      | Moscú San Petersburgo         | 1958 URSS 1994        | 1958 URSS 1994        | 2018                 |
| Islandia             | Laugardalsvöllur                                            | Reikiavik                     | 1974                  | 2018                  | 2018                 |
| Grecia               | Georgios Karaiskakis                                        | El Pireo                      | 1954                  | 1994                  | 2014                 |
| Bosnia y Herzegovina | Bilino Polje Grbavica                                       | Zenica Sarajevo               | 1998                  | 2014                  | 2014                 |
| Italia               | Sin sede fija                                               | Sin sede fija                 | 1934                  | 1934                  | 2014                 |
| Eslovaquia           | Anton Malatinský                                            | Trnava                        | 1994                  | 2010                  | 2010                 |
| Eslovenia            | Stožice                                                     | Liubliana                     | 1998                  | 2002                  | 2010                 |
| Ucrania              | Olímpico de Kiev Chernomorets Metalist                      | Kiev Odesa Járkov             | 1998                  | 2006                  | 2006                 |
| República Checa      | Eden Arena y Generali Arena Městský stadion Doosan Arena    | Praga Ostrava Plzen           | 1934 CH 1994          | 1934 CH 2006          | 2006                 |
| Turquía              | Torku Arena Antalya Arena Nuevo Estadio de Eskişehir        | Konya Antalya Eskişehir       | 1950                  | 1954                  | 2002                 |
| Irlanda              | Estadio Aviva                                               | Dublín                        | 1934                  | 1990                  | 2002                 |
| Rumania              | Arena Națională Cluj Arena Ilie Oană                        | Bucarest Cluj-Napoca Ploiești | 1930                  | 1930                  | 1998                 |
| Noruega              | Ullevaal Stadion                                            | Oslo                          | 1938                  | 1938                  | 1998                 |
| Austria              | Ernst Happel                                                | Viena                         | 1934                  | 1934                  | 1998                 |
| Escocia              | Hampden Park                                                | Glasgow                       | 1954                  | 1954                  | 1998                 |
| Bulgaria             | Vasil Levski                                                | Sofía                         | 1950                  | 1962                  | 1998                 |
| Hungría              | Puskás Aréna                                                | Budapest                      | 1934                  | 1934                  | 1986                 |
| Irlanda del Norte    | Windsor Park                                                | Belfast                       | 1950                  | 1958                  | 1986                 |
| Israel               | Sammy Ofer Estadio Teddy Kollek                             | Haifa Jerusalén               | 1934                  | 1970                  | 1970                 |
| Luxemburgo           | Josy Barthel                                                | Luxemburgo                    | 1934                  | No ha clasificado     | No ha clasificado    |
| Estonia              | A. Le Coq Arena                                             | Tallin                        | 1934                  | No ha clasificado     | No ha clasificado    |
| Finlandia            | Estadio Tampere Veritas Stadion                             | Tampere Turku                 | 1954                  | No ha clasificado     | No ha clasificado    |
| Albania              | Loro Boriçi Elbasan Arena                                   | Shkodër Elbasan               | 1966                  | No ha clasificado     | No ha clasificado    |
| Chipre               | Estadio GSP                                                 | Nicosia                       | 1966                  | No ha clasificado     | No ha clasificado    |
| Malta                | Nacional Ta' Qali                                           | Ta' Qali                      | 1974                  | No ha clasificado     | No ha clasificado    |
| Islas Feroe          | Tórsvøllur                                                  | Tórshavn                      | 1994                  | No ha clasificado     | No ha clasificado    |
| Letonia              | Skonto                                                      | Riga                          | 1994                  | No ha clasificado     | No ha clasificado    |
| Lituania             | LFF                                                         | Vilna                         | 1994                  | No ha clasificado     | No ha clasificado    |
| Georgia              | Borís Paichadze                                             | Tiflis                        | 1994                  | No ha clasificado     | No ha clasificado    |
| San Marino           | Olímpico de Serravalle                                      | Serravalle                    | 1994                  | No ha clasificado     | No ha clasificado    |
| Bielorrusia          | Borísov Arena                                               | Borisov                       | 1998                  | No ha clasificado     | No ha clasificado    |
| Macedonia del Norte  | Filip II de Macedonia Mladost Stadium                       | Skopie Strumica               | 1998                  | No ha clasificado     | No ha clasificado    |
| Azerbaiyán           | Olímpico de Bakú, Tofiq Bəhramov y Bakcell Arena            | Bakú                          | 1998                  | No ha clasificado     | No ha clasificado    |
| Moldavia             | Zimbru                                                      | Chisináu                      | 1998                  | No ha clasificado     | No ha clasificado    |
| Kazajistán           | Astana Arena Estadio Central                                | Astana Almatý                 | 1998                  | No ha clasificado     | No ha clasificado    |
| Liechtenstein        | Rheinpark Stadion                                           | Vaduz                         | 1998                  | No ha clasificado     | No ha clasificado    |
| Armenia              | Republicano Vazgen Sargsyan                                 | Ereván                        | 1998                  | No ha clasificado     | No ha clasificado    |
| Andorra              | Nuevo Estadio de Encamp                                     | Encamp                        | 2002                  | No ha clasificado     | No ha clasificado    |
| Montenegro           | Pod Goricom                                                 | Podgorica                     | 2010                  | No ha clasificado     | No ha clasificado    |
| Gibraltar            | Victoria                                                    | Gibraltar                     | 2018                  | No ha clasificado     | No ha clasificado    |
| Kosovo               | Fadil Vokrri                                                | Pristina                      | 2018                  | No ha clasificado     | No ha clasificado    |

## Formato de competición
El torneo clasificatorio europeo consta de 2 rondas.
En la primera ronda o fase de grupos las 55 selecciones participantes fueron divididas en 5 grupos de 6 equipos y 5 grupos de 5 equipos. Todos los grupos se desarrollan bajo un sistema de todos contra todos en el que cada equipo juega dos veces contra sus 5 rivales en partidos de local y visitante, los equipos se clasifican de acuerdo a los puntos obtenidos, los cuales son otorgados de la siguiente manera:
Si dos o más equipos culminan sus partidos empatados en puntos se aplican los siguientes criterios de desempate (de acuerdo a los artículos 20.6 y 20.7 del reglamento de la competición preliminar de la Copa Mundial de la FIFA :
- Mejor diferencia de gol en todos los partidos de grupo.
- Mayor cantidad de goles marcados en todos los partidos de grupo.
- Mayor cantidad de puntos obtenidos en los partidos entre los equipos en cuestión.
- Mejor diferencia de gol resultado de los partidos entre los equipos en cuestión.
- Mayor cantidad de goles marcados en los partidos entre los equipos en cuestión.
- Mayor cantidad de goles marcados en condición de visitante (si el empate es solo entre dos equipos).
- Bajo la aprobación de la Comisión Organizadora de la FIFA, un partido de desempate en un campo neutral con un tiempo extra de dos periodos de 15 minutos y tiros desde el punto penal si fuese necesario.

## Historia

#### Inicios
Tras la adjudicación del torneo a Uruguay de la Copa Mundial de Fútbol de 1930, el Comité Organizador repartió las invitaciones de los 16 cupos para el torneo. Ha sido la única edición de la Copa del Mundo sin fase clasificatoria. Todos los países afiliados a la FIFA fueron invitados a competir, teniendo como fecha límite para su respuesta el 28 de febrero de 1930. 
Sin embargo, hubo un notable rechazo entre los países europeos. Argumentaron su ausencia debido a los altos costos que implicaba el viaje en barco a través del océano Atlántico y la grave crisis económica que había afectado al mundo en el último año. Los uruguayos se ofrecieron a pagar todos los gastos involucrados y compensar a los equipos de fútbol profesional por la ausencia de sus jugadores. A pesar de ello, la mayoría siguió rechazando la invitación y asistieron en el mismo mes a la Copa de las Naciones entre clubes en Suiza. La Asociación Uruguaya de Fútbol envió una carta de invitación a la Asociación de Fútbol de Inglaterra, pero su comité rechazó la propuesta el 18 de noviembre de 1929. Dos meses antes del comienzo del torneo, ningún equipo europeo confirmó su presencia.
Finalmente Francia, Bélgica, Yugoslavia y Rumania asistieron a la cita en Montevideo. Francia lo hizo debido a la presión ejercida por Jules Rimet, aunque no acudieron Manuel Anatol, una de las figuras deportivas más sobresalientes de aquel país, ni el entrenador Gaston Barreau. Rimet también solicitó ayuda en persona al rey Carlos II de Rumania. El monarca obligó a la participación de sus jugadores, los cuales fueron elegidos al azar personalmente por el Rey en una empresa petrolera rumana. Los belgas, por su parte, participaron por la insistencia del vicepresidente de la FIFA, Rudolf Seedrayers.

#### Primeras clasificatorias
Para la Copa Mundial de Fútbol de 1934, realizada en Italia, se realizaron por primera vez eventos clasificatorios. 21 equipos compitieron por 12 cupos. Italia debió participar en la clasificatoria, siendo el único organizador que ha participado en este tipo de torneos. Por su parte, en la Copa Mundial de Fútbol de 1938, realizada en Francia, se inscribieron 25 equipos para un total de 11 cupos. Por primera vez, los campeones del torneo previo (en este caso, Italia) y el equipo local (Francia) clasificaron automáticamente, por lo que en las clasificatorias se disputaron 14 cupos directos al evento mundial.

#### Clasificatorias años 50, 60 , 70 y 80
Luego de la Segunda Guerra Mundial que provocó una pausa del torneo durante 12 años,  la Copa Mundial de Fútbol de 1950, disputada en Brasil, se inscribieron 18 selecciones para un total de 7 cupos. El campeón del torneo previo (en este caso, Italia) clasificó automáticamente, por lo que en las clasificatorias se disputaron en 6 grupos, repartidos de acuerdo a criterios geográficos incluyendo Israel y Siria. Para las rondas de clasificación para la Copa Mundial de Fútbol de 1954 participaron un total de 27 selecciones nacionales, compitiendo por 11 puestos en la fase final. Suiza calificó automáticamente. Egipto e Israel participaron en estas eliminatorias. Para las rondas de clasificación para la Copa Mundial de Fútbol de 1958 participaron un total de 29 selecciones nacionales, compitiendo por 11 puestos en la fase final. Suecia (como el organizador) y Alemania Federal (como el campeón del anterior mundial) se clasificaron automáticamente.
En los años 60, para la clasificación para la Copa Mundial de Fútbol de 1962 participaron un total de 30 selecciones nacionales, compitiendo por 10 puestos en la fase final. Incluyendo Israel y Etiopía. En la clasificación para la Copa Mundial de Fútbol de 1966 participaron un total de 32 selecciones nacionales, incluyendo Israel y Siria, compitiendo por 9 puestos en la fase final. Inglaterra se clasificó automáticamente. 
30 equipos participaron en la clasificación para la Copa Mundial de Fútbol de 1970, por 9 plazas. Inglaterra (como campeón del mundial anterior) se clasificó automáticamente. La FIFA rechazó la participación de Albania. Con los 29 equipos restantes se formaron 8 grupos de 3 o 4 equipos (3 grupos de 3 equipos y 5 grupos de 4 equipos). Se disputaron por el sistema de liguilla, con encuentros en casa y fuera. Los primeros de grupo se clasificaron para el Mundial. Para la Copa Mundial de Fútbol de 1974 de Alemania Federal, la UEFA disponía de 9,5 plazas de las 16 totales del mundial. Una plaza estaba asignada directamente para Alemania Federal, por ser el país anfitrión, por lo que un total de 32 selecciones se disputaron 8,5 plazas. Los 32 equipos se repartieron en nueve grupos, cinco de ellos con cuatro equipos y el resto con tres. El primer clasificado de cada grupo se clasificaba automáticamente para el mundial, a excepción del ganador del grupo 9, que debía jugar antes un play-off con un representante de la zona CONMEBOL. Para la Copa Mundial de Fútbol de 1978, se repitió el mismo proceso.
Un total de 34 selecciones participaron en la Clasificación UEFA para la Copa Mundial de Fútbol de 1982, disputándose 14 plazas de las 24 totales del mundial, después de una ampliación con respecto al anterior mundial. Una plaza se asignó automáticamente a España, por ser el país anfitrión. Las restantes 33 selecciones, en la que se incluyó a Israel para evitar tensiones políticas en su zona geográfica, se dividieron en seis grupos de cinco equipos y en uno de tan solo tres. En cada grupo lograban la clasificación los dos primeros clasificados, a excepción del grupo de tres equipos, en el que solo se clasificaba el campeón. Para la Copa Mundial de Fútbol de 1986, Copa Mundial de Fútbol de 1990 se repitió el mismo proceso.

#### Clasificatorias años 90 y principios delsigloXXI
Para la Copa Mundial de Fútbol de 1994, la UEFA posee un total de doce cupos directos que fueron disputados por 39 selecciones. El torneo clasificatorio se inició en abril de 1992, antes de la Eurocopa 1992. Alemania, campeón vigente, tuvo asegurado su lugar en el Mundial, completando así 13 cupos para el continente. Los 39 equipos fueron divididos en seis grupos, uno de cinco, uno de siete y cuatro de seis. En cada grupo se disputa una liguilla de ida y vuelta, en que los dos primeros se clasificaron directamente para la Copa Mundial.Liechtenstein se retiró antes del sorteo, Islas Feroe debutó en una fase clasificatoria, Rusia reemplazó a la desaparecida Unión Soviética y Yugoslavia estaba suspendida por las guerras yugoslavas. Por otra parte, con la disolución de Checoslovaquia en enero de 1993, la selección de ese país siguió compitiendo como una sola nación bajo el nombre de "Equipo de Checos y Eslovacos".
En la Copa Mundial de Fútbol de 1998 de Francia, la UEFA disponía de 15 cupos de las 32 totales del mundial. Una plaza estaba asignada directamente para Francia, como organizador del mundial, por lo que 49 selecciones se disputaron 14 plazas restantes. Con los 49 equipos se formaron 9 grupos (4 grupos de 6 equipos y 5 grupos de 5 equipos). Jugándose por el sistema de liguilla, con encuentros en casa y fuera. Los primeros de grupo se clasificaron para la Copa Mundial de Fútbol de 1998. Los segundos de grupo se ordenarían en una tabla con los puntos y diferencia de goles (contando solo con los encuentros disputados con el 1º, 3º y 4º de su grupo). El mejor segundo también se clasificaría directamente, el resto de los equipos jugarían una eliminatoria.En estas eliminatorias se clasificó por primera vez la Selección de futbol de Croacia. 
El formato se repitió en Clasificación de UEFA para la Copa Mundial de Fútbol de 2002 ,En estas eliminatorias se clasificó por primera vez la Selección de futbol de Eslovenia , con 50 participantes por 14 cupos; la Clasificación de UEFA para la Copa Mundial de Fútbol de 2006, en estas eliminatorias se clasificó por primera vez la Selección de futbol de Ucrania, con 51 participantes por 14 cupos; en la Clasificación de UEFA para la Copa Mundial de Fútbol de 2010, en estas eliminatorias se clasificó por primera vez la Selección de futbol de Eslovaquia, con 51 participantes por 13 cupos ; y la Clasificación de UEFA para la Copa Mundial de Fútbol de 2014, en estas eliminatorias se clasificó por primera vez la Bosnia y Herzegovina, con 53 participantes por 13 cupos.
En la Clasificación de UEFA para la Copa Mundial de Fútbol de 2018 la UEFA contó con 14 cupos, uno otorgado previamente a Rusia, que se clasificó automáticamente como país anfitrión. En estas eliminatorias se clasificó por primera vez la Selección de futbol de Islandia. 
Para la Clasificación de UEFA para la Copa Mundial de Fútbol de 2022, la UEFA cuenta con 13 cupos para otorgar, según la decisión del Comité Ejecutivo de la FIFA de mantener la distribución de plazas por confederación. Estas 13 plazas serán distribuidas tanto para este torneo como para la Liga de las Naciones de la UEFA 2020-21 y el formato de ambos torneos serán adaptados al número de plazas que les corresponda. Las 55 selecciones participantes participarán en cinco grupos de seis equipos y cinco grupos adicionales de cinco equipos. Los 10 primeros lugares clasificarán directamente mientras que los segundos lugares jugaran eliminatorias directas a dos rondas para definir los tres cupos restantes. En estas eliminatorias participarán los dos mejores equipos ubicados en la Liga de las Naciones de la UEFA 2020-21 que no lograron clasificarse.

## Clasificaciones Europeas a las Copas del Mundo
Esta tabla muestra los principales resultados de las diversas ediciones.
| País                                                           | Equipo | Vía de clasificación |
| -------------------------------------------------------------- | --- | --- |
| Uruguay 1930 5 clasificados                                    | Francia Bélgica Rumania Yugoslavia Alemania                                                                                              | Invitado |
| Italia 1934 12 clasificados Detalles                           | Suecia España Italia Hungría Checoslovaquia Suiza Países Bajos Alemania Austria Rumania Bélgica Francia                                  | Ganador grupo 1 Ganador grupo 2 Ganador grupo 3 Ganador grupo 4 Ganador grupo 5 Ganador grupo 6 Ganador grupo 7 Ganador grupo 8 Segundo grupo 4 Segundo grupo 6 Segundo grupo 7 Segundo grupo 8                                                         |
| Francia 1938 13 clasificados Detalles                          | Francia Italia Alemania Suecia Noruega Polonia Rumania Suiza Hungría Checoslovaquia Austria Países Bajos Bélgica                         | Organizador Copa del Mundo Campeón vigente Copa del Mundo Ganador grupo 1 Segundo grupo 1 Ganador grupo 2 Ganador grupo 3 Ganador grupo 4 Ganador grupo 5 Ganador grupo 6 Ganador grupo 7 Ganador grupo 8 Ganador grupo 9 Segundo grupo 9               |
| Brasil 1950 7 clasificados Detalles                            | Italia Inglaterra Yugoslavia Suiza Suecia España Alemania                                                                                | Campeón vigente Copa del Mundo Ganador grupo 1 Ganador grupo 3 Ganador grupo 4 Ganador grupo 5 Ganador grupo 6 |
| Suiza 1954 12 clasificados Detalles                            | Suiza Alemania Federal Bélgica Inglaterra Escocia Francia Austria Turquía Hungría Checoslovaquia Italia Yugoslavia                       | Organizador Copa del Mundo Ganador grupo 1 Ganador grupo 2 Ganador grupo 3 Segundo grupo 3 Ganador grupo 4 Ganador grupo 5 Ganador grupo 6 Ganador grupo 7 Ganador grupo 8 Ganador grupo 9 Ganador grupo 10                                             |
| Suecia 1958 12 clasificados Detalles                           | Suecia Alemania Federal Inglaterra Francia Hungría Checoslovaquia Austria Unión Soviética Yugoslavia Irlanda del Norte Escocia Gales     | Organizador Copa del Mundo Campeón vigente Copa del Mundo Ganador grupo 1 Ganador grupo 2 Ganador grupo 3 Ganador grupo 4 Ganador grupo 5 Ganador grupo 6 Ganador grupo 7 Ganador grupo 8 Ganador grupo 9 Ganador de la repesca de AFC/CAF/UEFA         |
| Chile 1962 10 clasificados Detalles                            | Suiza Bulgaria Alemania Federal Hungría Unión Soviética Inglaterra Italia Checoslovaquia España Yugoslavia                               | Ganador grupo 1 Ganador grupo 2 Ganador grupo 3 Ganador grupo 4 Ganador grupo 5 Ganador grupo 6 Ganador grupo 7 Ganador grupo 8 Ganador Repesca Europa/África Ganador Repesca Europa/Asia                                                               |
| Inglaterra 1966 10 clasificados Detalles                       | Inglaterra Bulgaria Alemania Federal Francia Portugal Suiza Hungría Unión Soviética Italia España                                        | Organizador Copa del Mundo Ganador grupo 1 Ganador grupo 2 Ganador grupo 3 Ganador grupo 4 Ganador grupo 5 Ganador grupo 6 Ganador grupo 7 Ganador grupo 8 Ganador grupo 9                                                                              |
| México 1970 9 clasificados Detalles                            | Inglaterra Rumania Checoslovaquia Italia Unión Soviética Suecia Bélgica Alemania Federal Bulgaria                                        | Campeón vigente Copa del Mundo Ganador grupo 1 Ganador grupo 2 Ganador grupo 3 Ganador grupo 4 Ganador grupo 5 Ganador grupo 6 Ganador grupo 7 Ganador grupo 8                                                                                          |
| Alemania Federal 1974 9 clasificados Detalles                  | Alemania Federal Alemania Democrática Bulgaria Escocia Italia Países Bajos Polonia Suecia Yugoslavia                                     | Organizador Copa del Mundo Ganador grupo 1 Ganador grupo 2 Ganador grupo 3 Ganador grupo 4 Ganador grupo 5 Ganador grupo 6 Ganador grupo 7 Ganador grupo 8                                                                                              |
| Argentina 1978 10 clasificados Detalles                        | Alemania Federal Polonia Italia Austria Países Bajos Francia Suecia Escocia España Hungría                                               | Campeón vigente Copa del Mundo Ganador grupo 1 Ganador grupo 2 Ganador grupo 3 Ganador grupo 4 Ganador grupo 5 Ganador grupo 6 Ganador grupo 7 Ganador grupo 8 Repesca intercontinental UEFA-CONMEBOL                                                   |
| España 1982 14 clasificados Detalles                           | España Alemania Bélgica URSS Hungría Yugoslavia Escocia Polonia Austria Francia Checoslovaquia Inglaterra Italia Irlanda del Norte       | Organizador Copa del Mundo Ganador grupo 1 Ganador grupo 2 Ganador grupo 3 Ganador grupo 4 Ganador grupo 5 Ganador grupo 6 Ganador grupo 7 Segundo grupo 1 Segundo grupo 2 Segundo grupo 3 Segundo grupo 4 Segundo grupo 5 Segundo grupo 6              |
| México 1986 14 clasificados Detalles                           | Italia Polonia Bélgica Alemania Federal Portugal Inglaterra Irlanda del Norte Francia Bulgaria Hungría Dinamarca URSS España Escocia     | Campeón vigente Copa del Mundo Ganador grupo 1 Segundo grupo 1 Ganador grupo 2 Segundo grupo 2 Ganador grupo 3 Segundo grupo 3 Ganador grupo 4 Segundo grupo 4 Ganador grupo 5 Ganador grupo 6 Segundo grupo 6 Ganador grupo 7 Repesca intercontinental |
| Italia 1990 14 clasificados Detalles                           | Italia Rumania Suecia Inglaterra URSS Austria Países Bajos Alemania Federal Yugoslavia Escocia España Irlanda Bélgica Checoslovaquia     | Organizador Copa del Mundo Ganador grupo 1 Ganador grupo 2 Segundo grupo 2 Ganador grupo 3 Segundo grupo 3 Ganador grupo 4 Segundo grupo 4 Ganador grupo 5 Segundo grupo 5 Ganador grupo 6 Segundo grupo 6 Ganador grupo 7 Segundo grupo 7              |
| Estados Unidos 1994 13 clasificados Detalles                   | Alemania Italia Suiza Noruega España Países Bajos Irlanda Rumania Bélgica Grecia Rusia Suecia Bulgaria                                   | Campeón vigente Copa del Mundo Ganador grupo 1 Segundo grupo 1 Ganador grupo 2 Segundo grupo 2 Ganador grupo 3 Segundo grupo 3 Ganador grupo 4 Segundo grupo 4 Ganador grupo 5 Segundo grupo 5 Ganador grupo 6 Segundo grupo 6                          |
| Francia 1998 15 clasificados Detalles                          | Francia Dinamarca Inglaterra Noruega Austria Escocia Bulgaria España Países Bajos Rumania Alemania Croacia Italia Bélgica RF Yugoslavia  | Organizador Copa del Mundo Ganador grupo 1 Ganador grupo 2 Ganador grupo 3 Ganador grupo 4 Segundo grupo 4 Ganador grupo 5 Ganador grupo 6 Ganador grupo 7 Ganador grupo 8 Ganador grupo 9 Ganador Repesca Ganador Repesca                              |
| Corea del Sur / Japón 2002 15 clasificados Detalles            | Francia Rusia Portugal Dinamarca Suecia Polonia Croacia España Italia Inglaterra Alemania Bélgica Turquía Eslovenia Irlanda              | Campeón vigente Copa del Mundo Ganador grupo 1 Ganador grupo 2 Ganador grupo 3 Ganador grupo 4 Ganador grupo 5 Ganador grupo 6 Ganador grupo 7 Ganador grupo 8 Ganador grupo 9 Ganador Repesca Ganador Repesca intercontinental AFC/UEFA                |
| Alemania 2006 14 clasificados Detalles                         | Alemania Países Bajos Ucrania Portugal Francia Italia Inglaterra Polonia Serbia y Montenegro Croacia Suecia España Suiza República Checa | Organizador Copa del Mundo Ganador grupo 1 Ganador grupo 2 Ganador grupo 3 Ganador grupo 4 Ganador grupo 5 Ganador grupo 6 Segundo grupo 6 Ganador grupo 7 Ganador grupo 8 Segundo grupo 8 Ganador Repesca Ganador Repesca                              |
| Sudáfrica 2010 13 clasificados Detalles                        | Dinamarca Suiza Eslovaquia Alemania España Inglaterra Serbia Italia Países Bajos Grecia Eslovenia Portugal Francia                       | Ganador grupo 1 Ganador grupo 2 Ganador grupo 3 Ganador grupo 4 Ganador grupo 5 Ganador grupo 6 Ganador grupo 7 Ganador grupo 8 Ganador grupo 9 Ganador Repesca Ganador Repesca Ganador Repesca                                                         |
| Brasil 2014 13 clasificados Detalles                           | Bélgica Italia Alemania Países Bajos Suiza Rusia Bosnia y Herzegovina Inglaterra España Croacia Francia Grecia Portugal                  | Ganador grupo A Ganador grupo B Ganador grupo C Ganador grupo D Ganador grupo E Ganador grupo F Ganador grupo G Ganador grupo H Ganador grupo I Ganador Repesca Ganador Repesca Ganador Repesca                                                         |
| Rusia 2018 14 clasificados Detalles                            | Rusia Francia Portugal Alemania Serbia Polonia Inglaterra España Bélgica Islandia Croacia Dinamarca Suecia Suiza                         | Organizador Copa del Mundo Ganador grupo A Ganador grupo B Ganador grupo C Ganador grupo D Ganador grupo E Ganador grupo F Ganador grupo G Ganador grupo H Ganador grupo I Ganador Repesca Ganador Repesca Ganador Repesca                              |
| Catar 2022 13 clasificados Detalles                            | Serbia España Suiza Francia Bélgica Dinamarca Países Bajos Croacia Inglaterra Alemania Gales Polonia Portugal                            | Ganador grupo A Ganador grupo B Ganador grupo C Ganador grupo D Ganador grupo E Ganador grupo F Ganador grupo G Ganador grupo H Ganador grupo I Ganador grupo J Ganador repesca ruta A Ganador repesca ruta B Ganador repesca ruta C                    |
| Canadá / México / Estados Unidos 2026 16 clasificados Detalles | | Por definir |

### Equipos clasificados
| País                 | Part. | Mundiales |
| -------------------- | ----- | --- |
| Alemania             | 20    | 1934, 1938, 1954, 1958, 1962, 1966, 1970, 1974, 1978, 1982, 1986, 1990, 1994, 1998, 2002, 2006, 2010, 2014, 2018, 2022. |
| Italia               | 18    | 1934, 1938, 1950, 1954, 1962, 1966, 1970, 1974, 1978, 1982, 1986, 1990, 1994, 1998, 2002, 2006, 2010, 2014.             |
| España               | 17    | 1934, 1950, 1962, 1966, 1978, 1982, 1986, 1990, 1994, 1998, 2002, 2006, 2010, 2014, 2018, 2022, 2030.                   |
| Francia              | 16    | 1930, 1934, 1938, 1954, 1958, 1966, 1978, 1982, 1986, 1998, 2002, 2006, 2010, 2014, 2018, 2022.                         |
| Inglaterra           | 16    | 1950, 1954, 1958, 1962, 1966, 1970, 1982, 1986, 1990, 1998, 2002, 2006, 2010, 2014, 2018, 2022.                         |
| Bélgica              | 14    | 1930, 1934, 1938, 1954, 1970, 1982, 1986, 1990, 1994, 1998, 2002, 2014, 2018, 2022.                                     |
| Serbia               | 13    | 1930, 1950, 1954, 1958, 1962, 1974, 1982, 1990, 1998, 2006, 2010, 2018, 2022.                                           |
| Suecia               | 12    | 1934, 1938, 1950, 1958, 1970, 1974, 1978, 1990, 1994, 2002, 2006, 2018.                                                 |
| Suiza                | 12    | 1934, 1938, 1950, 1954, 1962, 1966, 1994, 2006, 2010, 2014, 2018, 2022.                                                 |
| Rusia                | 11    | 1958, 1962, 1966, 1970, 1982, 1986, 1990, 1994, 2002, 2014, 2018.                                                       |
| Países Bajos         | 11    | 1934, 1938, 1974, 1978, 1990, 1994, 1998, 2006, 2010, 2014, 2022.                                                       |
| Hungría              | 9     | 1934, 1938, 1954, 1958, 1962, 1966, 1978, 1982, 1986.                                                                   |
| República Checa      | 9     | 1934, 1938, 1954, 1958, 1962, 1970, 1982, 1990, 2006.                                                                   |
| Polonia              | 9     | 1938, 1974, 1978, 1982, 1986, 2002, 2006, 2018, 2022.                                                                   |
| Portugal             | 9     | 1966, 1986, 2002, 2006, 2010, 2014, 2018, 2022, 2030.                                                                   |
| Escocia              | 8     | 1954, 1958, 1974, 1978, 1982, 1986, 1990, 1998.                                                                         |
| Austria              | 7     | 1934, 1954, 1958, 1978, 1982, 1990, 1998.                                                                               |
| Bulgaria             | 7     | 1962, 1966, 1970, 1974, 1986, 1994, 1998.                                                                               |
| Rumania              | 7     | 1930, 1934, 1938, 1970, 1990, 1994, 1998.                                                                               |
| Dinamarca            | 6     | 1986, 1998, 2002, 2010, 2018, 2022.                                                                                     |
| Croacia              | 6     | 1998, 2002, 2006, 2014, 2018, 2022.                                                                                     |
| Irlanda del Norte    | 3     | 1958, 1982, 1986. |
| Noruega              | 3     | 1938, 1994, 1998. |
| Irlanda              | 3     | 1990, 1994, 2002. |
| Grecia               | 3     | 1994, 2010, 2014. |
| Turquía              | 2     | 1954, 2002. |
| Eslovenia            | 2     | 2002, 2010. |
| Gales                | 2     | 1958, 2022. |
| Alemania Democrática | 1     | 1974. |
| Ucrania              | 1     | 2006. |
| Eslovaquia           | 1     | 2010. |
| Bosnia y Herzegovina | 1     | 2014. |
| Islandia             | 1     | 2018. |

- En negrita los Mundiales en los que fueron campeones.
- En cursiva los Mundiales en los que fueron anfitriones.

1. ↑  La FIFA considera que el equipo nacional de Alemania sucede a la selección de  Alemania Federal
2. ↑  La FIFA considera que el equipo nacional de Serbia sucede a la selección de  Yugoslavia y a la selección de  Serbia y Montenegro.
3. ↑  La FIFA considera que el equipo nacional de Rusia sucede a la selección de  Unión Soviética.
4. ↑  La FIFA considera que el equipo nacional de República Checa sucede a la selección de  Checoslovaquia.

## Tabla histórica de las Eliminatorias europeas
Esta tabla histórica presenta el rendimiento estadístico de las 55 selecciones de fútbol de la UEFA que han participado en las respectivas fases de Clasificación para la Copa Mundial de Fútbol realizadas por la FIFA entre 1930 hasta 2020.
Se ordena a las selecciones asignándoles una posición general basándose en tres criterios:
1. Puntos obtenidos. Se otorgan 3 puntos por victoria, 1 por empate y ninguno por derrota. Este criterio es utilizado para todos los partidos a lo largo del torneo, aunque solamente fue establecido por la FIFA a partir de la edición de 1998.
2. Mayor diferencia de goles
3. Mayor cantidad de goles obtenidos.

Nota: Se incluyen los resultados de los partidos de repesca contra las selecciones de otras confederaciones
| 1                                             | Países Bajos         | 290 | 133 | 88 | 26 | 19  | 327 | 99  | +228 |
| 2                                             | Inglaterra           | 279 | 122 | 84 | 27 | 11  | 314 | 70  | +244 |
| 3                                             | España               | 277 | 121 | 84 | 25 | 12  | 281 | 77  | +204 |
| 4                                             | Suecia               | 275 | 138 | 85 | 20 | 32  | 277 | 125 | +275 |
| 5                                             | Portugal             | 272 | 145 | 79 | 35 | 31  | 278 | 144 | +134 |
| 6                                             | Serbia               | 264 | 132 | 77 | 33 | 22  | 267 | 120 | +147 |
| 7                                             | Alemania             | 263 | 102 | 82 | 17 | 3   | 323 | 72  | +251 |
| 8                                             | Bélgica              | 263 | 135 | 79 | 26 | 30  | 295 | 143 | +152 |
| 9                                             | Rusia                | 260 | 120 | 79 | 23 | 18  | 243 | 75  | +168 |
| 10                                            | República Checa      | 259 | 142 | 76 | 31 | 35  | 276 | 124 | +152 |
| 11                                            | Italia               | 240 | 104 | 72 | 24 | 8   | 211 | 65  | +146 |
| 12                                            | Rumania              | 229 | 125 | 68 | 25 | 32  | 224 | 129 | +95  |
| 13                                            | Suiza                | 219 | 129 | 62 | 33 | 34  | 203 | 145 | +58  |
| 14                                            | Francia              | 211 | 107 | 63 | 22 | 22  | 211 | 85  | +126 |
| 15                                            | Escocia              | 210 | 123 | 61 | 27 | 35  | 190 | 136 | +54  |
| 16                                            | Bulgaria             | 207 | 129 | 60 | 27 | 42  | 209 | 177 | +32  |
| 17                                            | Austria              | 205 | 121 | 59 | 28 | 34  | 212 | 130 | +82  |
| 18                                            | Polonia              | 201 | 116 | 60 | 21 | 35  | 228 | 141 | +87  |
| 19                                            | Irlanda              | 201 | 133 | 54 | 39 | 38  | 189 | 157 | +32  |
| 20                                            | Dinamarca            | 200 | 120 | 57 | 29 | 34  | 207 | 140 | +67  |
| 21                                            | Hungría              | 194 | 118 | 56 | 26 | 36  | 206 | 149 | +57  |
| 22                                            | Grecia               | 182 | 122 | 52 | 26 | 44  | 153 | 165 | -12  |
| 23                                            | Irlanda del Norte    | 164 | 132 | 43 | 35 | 54  | 149 | 160 | -11  |
| 24                                            | Noruega              | 162 | 124 | 44 | 30 | 50  | 170 | 176 | -6   |
| 25                                            | Turquía              | 156 | 124 | 44 | 24 | 56  | 166 | 183 | -17  |
| 26                                            | Gales                | 131 | 118 | 35 | 26 | 57  | 147 | 170 | -23  |
| 27                                            | Ucrania              | 121 | 62  | 34 | 19 | 9   | 103 | 40  | +63  |
| 28                                            | Finlandia            | 118 | 130 | 32 | 22 | 73  | 133 | 283 | –150 |
| 29                                            | Croacia              | 114 | 56  | 33 | 15 | 8   | 99  | 45  | +54  |
| 30                                            | Eslovaquia           | 109 | 62  | 32 | 13 | 17  | 108 | 58  | +50  |
| 31                                            | Islandia             | 102 | 104 | 28 | 18 | 58  | 116 | 213 | -97  |
| 32                                            | Israel               | 97  | 84  | 24 | 25 | 35  | 103 | 128 | -25  |
| 33                                            | Bosnia y Herzegovina | 94  | 56  | 28 | 10 | 18  | 112 | 67  | +45  |
| 34                                            | Eslovenia            | 83  | 58  | 23 | 14 | 21  | 76  | 64  | +12  |
| 35                                            | Letonia              | 72  | 75  | 19 | 15 | 41  | 82  | 130 | -48  |
| 36                                            | Albania              | 68  | 104 | 18 | 14 | 72  | 72  | 188 | -116 |
| 37                                            | Lituania             | 67  | 73  | 17 | 16 | 40  | 59  | 111 | –52  |
| 38                                            | Estonia              | 59  | 76  | 16 | 11 | 49  | 65  | 166 | –101 |
| 39                                            | Chipre               | 57  | 112 | 15 | 12 | 85  | 85  | 292 | –207 |
| 40                                            | Macedonia del Norte  | 54  | 60  | 14 | 12 | 34  | 71  | 102 | –31  |
| 41                                            | Bielorrusia          | 51  | 58  | 13 | 12 | 33  | 61  | 97  | -36  |
| 42                                            | Armenia              | 44  | 62  | 10 | 14 | 38  | 52  | 122 | -70  |
| 43                                            | Georgia              | 43  | 56  | 9  | 16 | 31  | 51  | 89  | -38  |
| 44                                            | Montenegro           | 40  | 30  | 10 | 10 | 10  | 47  | 43  | +4   |
| 45                                            | Azerbaiyán           | 35  | 58  | 7  | 14 | 37  | 29  | 104 | -75  |
| 46                                            | Luxemburgo           | 34  | 142 | 8  | 10 | 124 | 77  | 451 | -374 |
| 47                                            | Islas Feroe          | 32  | 80  | 8  | 8  | 64  | 41  | 207 | –166 |
| 48                                            | Moldavia             | 28  | 68  | 5  | 13 | 50  | 40  | 145 | –105 |
| 49                                            | Malta                | 21  | 112 | 3  | 12 | 97  | 42  | 330 | –288 |
| 50                                            | Kazajistán           | 18  | 50  | 3  | 9  | 38  | 34  | 125 | –91  |
| 51                                            | Andorra              | 15  | 62  | 4  | 3  | 55  | 22  | 186 | -164 |
| 52                                            | Liechtenstein        | 13  | 70  | 2  | 7  | 61  | 25  | 219 | -194 |
| 53                                            | Kosovo               | 6   | 18  | 1  | 3  | 14  | 8   | 39  | –31  |
| 54                                            | San Marino           | 2   | 76  | 0  | 2  | 74  | 12  | 356 | –344 |
| 55                                            | Gibraltar            | 0   | 20  | 0  | 0  | 20  | 7   | 90  | –83  |
| Última actualización: 12 de noviembre de 2020 |                      |     |     |    |    |     |     |     |      |

### Goleadores por edición
| Edición                    | Jugador                                              | Goles |
| -------------------------- | ---------------------------------------------------- | ----- |
| Italia 1934                | Isidro Lángara                                       | 7     |
| Francia 1938               | Gyula Zsengellér Fricis Kaņeps                       | 5     |
| Brasil 1950                | Jack Rowley Željko Čajkovski                         | 4     |
| Suiza 1954                 | Max Morlock                                          | 6     |
| Suecia 1958                | Tommy Taylor                                         | 8     |
| Chile 1962                 | Andrej Kvašňák                                       | 7     |
| Inglaterra 1966            | Eusébio                                              | 7     |
| México 1970                | Gerd Müller                                          | 9     |
| Alemania Federal 1974      | Hristo Bonev Joachim Streich Luigi Riva Johan Cruyff | 7     |
| Argentina 1978             | Roberto Bettega                                      | 9     |
| España 1982                | Karl-Heinz Rummenigge                                | 9     |
| México 1986                | Preben Elkjær Larsen                                 | 8     |
| Italia 1990                | Marc Van Der Linden                                  | 7     |
| Estados Unidos 1994        | Florin Răducioiu                                     | 9     |
| Francia 1998               | Predrag Mijatović                                    | 14    |
| Corea del Sur / Japón 2002 | Andriy Shevchenko                                    | 10    |
| Alemania 2006              | Pauleta                                              | 11    |
| Sudáfrica 2010             | Theofanis Gekas                                      | 10    |
| Brasil 2014                | Robin van Persie                                     | 11    |
| Rusia 2018                 | Robert Lewandowski                                   | 16    |
| Catar 2022                 | Harry Kane Memphis Depay                             | 12    |
| Norteamérica 2026          |                                                      |       |

### Tabla histórica de goleadores
| \| # \| País \| Jugador \| Goles \| Partidos \| Promedio \| Torneo clasificatorio \| \| ----------------------------------------- \| ---- \| ------------------- \| ----- \| -------- \| -------- \| ------------------------------------------------- \| \| 1 \| \| Cristiano Ronaldo \| 36 \| 47 \| 0.77 \| 2006 (7), 2010 (0), 2014 (8), 2018 (15), 2022 (6) \| \| 2 \| \| Robert Lewandowski \| 31 \| 39 \| 0.79 \| 2010 (2), 2014 (3), 2018 (16), 2022 (9), 2026 (1) \| \| 3 \| \| Edin Džeko \| 26 \| 39 \| 0.67 \| 2010 (9), 2014 (10), 2018 (3), 2022 (3), 2026 (1) \| \| 4 \| \| Andriy Shevchenko \| 26 \| 40 \| 0.65 \| 1998 (4), 2002 (10), 2006 (6), 2010 (6) \| \| 5 \| \| Harry Kane \| 20 \| 17 \| 1.18 \| 2018 (5), 2022 (12), 2026 (3) \| \| 6 \| \| Romelu Lukaku \| 19 \| 18 \| 1.06 \| 2014 (2), 2018 (11), 2022 (5), 2026 (1) \| \| 7 \| \| Pauleta \| 19 \| 25 \| 0.76 \| 2002 (8), 2006 (11) \| \| 8 \| \| Zlatan Ibrahimović \| 19 \| 34 \| 0.56 \| 2002 (1), 2006 (8), 2010 (2), 2014 (8), 2022 (0) \| \| 9 \| \| Memphis Depay \| 18 \| 17 \| 1.06 \| 2018 (3), 2022 (12), 2026 (3) \| \| 10 \| \| Aleksandar Mitrović \| 18 \| 21 \| 0.86 \| 2014 (1), 2018 (6), 2022 (8), 2026 (3) \| \| 11 \| \| Robbie Keane \| 18 \| 37 \| 0.49 \| 2002 (2), 2006 (4), 2010 (6), 2014 (6) \| \| Última actualización: 10 de junio de 2025 \| \| \| \| \| \| \| |                                 |                     |       |          |          |                                                   |
| # | País                            | Jugador             | Goles | Partidos | Promedio | Torneo clasificatorio                             |
| 1 | Bandera de Portugal             | Cristiano Ronaldo   | 36    | 47       | 0.77     | 2006 (7), 2010 (0), 2014 (8), 2018 (15), 2022 (6) |
| 2 | Bandera de Polonia              | Robert Lewandowski  | 31    | 39       | 0.79     | 2010 (2), 2014 (3), 2018 (16), 2022 (9), 2026 (1) |
| 3 | Bandera de Bosnia y Herzegovina | Edin Džeko          | 26    | 39       | 0.67     | 2010 (9), 2014 (10), 2018 (3), 2022 (3), 2026 (1) |
| 4 | Bandera de Ucrania              | Andriy Shevchenko   | 26    | 40       | 0.65     | 1998 (4), 2002 (10), 2006 (6), 2010 (6)           |
| 5 | Bandera de Inglaterra           | Harry Kane          | 20    | 17       | 1.18     | 2018 (5), 2022 (12), 2026 (3)                     |
| 6 | Bandera de Bélgica              | Romelu Lukaku       | 19    | 18       | 1.06     | 2014 (2), 2018 (11), 2022 (5), 2026 (1)           |
| 7 | Bandera de Portugal             | Pauleta             | 19    | 25       | 0.76     | 2002 (8), 2006 (11)                               |
| 8 | Bandera de Suecia               | Zlatan Ibrahimović  | 19    | 34       | 0.56     | 2002 (1), 2006 (8), 2010 (2), 2014 (8), 2022 (0)  |
| 9 | Bandera de los Países Bajos     | Memphis Depay       | 18    | 17       | 1.06     | 2018 (3), 2022 (12), 2026 (3)                     |
| 10 | Bandera de Serbia               | Aleksandar Mitrović | 18    | 21       | 0.86     | 2014 (1), 2018 (6), 2022 (8), 2026 (3)            |
| 11 | Bandera de Irlanda              | Robbie Keane        | 18    | 37       | 0.49     | 2002 (2), 2006 (4), 2010 (6), 2014 (6)            |
| Última actualización: 10 de junio de 2025 |                                 |                     |       |          |          |                                                   |

## Cobertura mediática
La cobertura mediática se cubre bajo 4 formatos de comunicación diferentes: la televisión en directo, la radio en directo, la trasmisión en directo bajo el formato streaming por internet y la retransmisión de los momentos importantes del encuentro en directo por internet (este último normalmente lo hace la prensa digital y las páginas de apuestas).

### Sudamérica
Derechos de transmisión en TV (abierta o no) y streaming:
- Argentina: DSports, ESPN y Star+
- Bolivia: ESPN y Star+
- Brasil: TNT Sports
- Chile: DSports, ESPN y Star+
- Colombia: DSports, ESPN y Star+
- Ecuador: DSports, ESPN y Star+
- Paraguay: ESPN y Star+
- Perú: DSports, ESPN y Star+
- Uruguay: DSports, ESPN y Star+
- Venezuela: DSports, ESPN y Star+

### Norteamérica
Derechos de transmisión en TV (abierta o no) y streaming:
- México: Sky Sports
- Estados Unidos: TUDN
- Canadá: Telelatino y UEFA TV

### Europa
Derechos de transmisión en TV (abierta o no) y streaming:
- Unión Europea: Bein Sports.
- España: La 1, Cuatro (canal de televisión).